# Priesterbruderschaft St. Salvator
Die Priesterbruderschaft St. Salvator ist eine katholische Bruderschaft.
Die Bruderschaft wurde als Gemeinschaft um 1190/1200 von Priestern des Straubinger Raums gegründet, aber schon ab 1300 war sie eine Gemeinschaft von Priestern und Laien. Seit 1450 ist ihr Sitz die Straubinger Kirche St. Veit. Hier kommt die Gebetsgemeinschaft von Frauen und Männern, die versucht, christlichen Glauben im Alltag zu leben, mehrmals im Jahr zusammen. Die Bruderschaft engagiert sich karitativ und kulturell. Ebenso sponsert sie die Renovierungsarbeiten an der Basilika St. Jakob und ihrer Kirche St. Veit.
Seit 2003 nennt sich die Bruderschaft vornehmlich St.-Salvator-Bruderschaft, um Verwechslungen mit kanonischen Priesterbruderschaften zu verhindern. Sie versteht sich aber weiterhin als eine Priesterbruderschaft, zum einen wegen der jahrhundertealten Tradition, zum anderen, weil sie so auf die Lehre des Zweiten Vatikanischen Konzils aufmerksam machen will, dass jeder Christ mit seiner Taufe Anteil am Priestertum Jesu Christi hat, also aufgerufen ist, die frohe Botschaft zu leben und weiterzusagen.
Der Patron der Bruderschaft ist Christus als Salvator mundi, als Erlöser der Welt, der jeden Menschen einlädt, bei ihm zu sein und sein Heil anzunehmen. 